# Lautaro Rosas Andrade
Lautaro Rosas Andrade (Puerto Montt, 5 de agosto de 1876 - Valparaíso, 10 de diciembre de 1932) fue un marino, comerciante, y político chileno. Se desempeñó como Alcalde de Valparaíso entre 1928-1930. Fue también intendente subrogante de la Provincia de Aconcagua, durante un breve periodo en 1930.

## Biografía
Nació en Puerto Montt, siendo hijo de Eustaquio Rosas Pérez-Asenjo y de Rosario Andrade Huidobro. Fue el menor de cuatro hermanos. Realizó sus estudios en el Colegio Alemán de Osorno, ingresando en 1892 a la Escuela Naval.
Entre 1904 y 1905 agregado de la Legación de Chile en Gran Bretaña, donde recibió una distinción por parte de Eduardo VII, en reconocimiento a su labor en el salvamento del carguero británico "Laurent Branch", naufragado en la península de Tres Montes.
Al ocurrir el terremoto de 1906 se encontraba embarcado en el crucero O'Higgins, donde fue designado ayudante del Capitán Luis Gómez Carreño, quien asumió el mando en el destrozado puerto de Valparaíso.
En 1916, mientras se desempeñaba como subdirector de la Escuela Naval, fue el creador e impulsor de la iniciativa del Museo Naval y Marítimo Nacional, encargándose personalmente de reunir donaciones para la institución.
Fue alcalde de Valparaíso por dos años, de 1928 a 1930, durante la dictadura de Carlos Ibáñez del Campo. Destacó por la creación de obras públicas y por lograr que las arcas municipales porteñas obtuvieran un superávit rara vez visto.
Mientras desempeñaba su cargo se excusó de participar en un homenaje al general Ibáñez en Valparaíso, afirmando que “soy de opinión que toda obra constructiva de bien público debe realizarse en silencio y en forma modesta”.
Renunció al cargo producto de su mal estado de salud, recibiendo un masivo homenaje al culminar su período edilicio. Tras dejar el cargo se agravó aún más su antigua enfermedad. Falleció 10 de diciembre de 1932 en el Hospital Alemán de Valparaíso.
En 1931 le fue otorgada la distinción de Gran Oficial de la Corona de Italia por el rey Víctor Manuel III.